# Filip Totyu

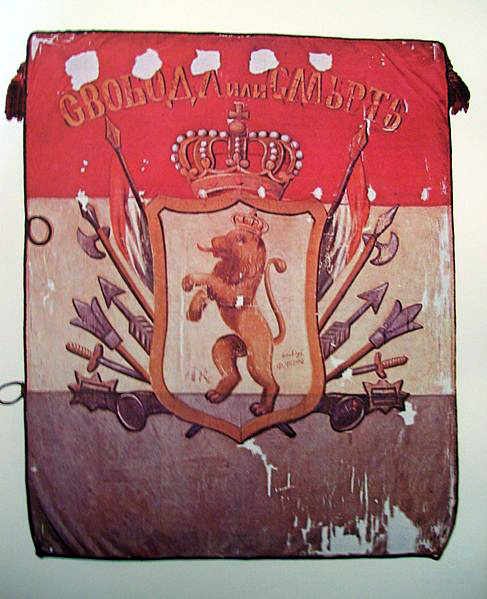
Bandeira do grupo de Filip Totyu, com um brasão da Bulgária e a inscrição "Liberdade ou morte"

Todor Todorov Topalov (ou Topalski) (em búlgaro:  Тодор Тодоров Топалов ou Топалски; 1830-23 de março de 1907), mais conhecido pelo pseudónimo Filip Totyu (Филип Тотю), foi um revolucionário búlgaro da época do despertar nacional da Bulgária e voivode de um grupo armado de voluntários que lutou contra a ocupação da Bulgária pelo Império Otomano.